# یحیی سریع
یحیی سریع (عربی: يحيى قاسم سريع؛ زاده ۱۹۷۰) افسر نظامی یمنی است که سخنگوی نیروهای مسلح یمن تحت رهبری شورای عالی سیاسی می‌باشد، جناحی جدا شده از نیروهای مسلح یمن که ارتباط نزدیکی با جنبش حوثی‌ها دارد. او اغلب در بیانیه‌های نظامی نیروهای مسلح یمن به ویژه حملات به کشتی‌های مرتبط با اسرائیل که از دریای سرخ و تنگه باب المندب عبور می‌کنند، ظاهر می‌شود. اظهارات وی عمدتاً از طریق تلویزیون المسیره، کانال تلگرام و حساب توییتر او پخش می‌شود.

## زندگی
یحیی سریع در سال ۱۹۷۰، در استان صعده در نزدیکی مرز جنوبی عربستان سعودی به دنیا آمد. وی دارای مدرک کارشناسی و کارشناسی ارشد در رشته علوم سیاسی است. سریع، دوره‌های تخصصی علوم نظامی، رزمی، امنیتی و اداری را اخذ کرده است.
وی با ارتقا درجه به سرهنگی، در سال ۲۰۱۷ به ریاست بخش جنگ روانی در هدایت اخلاقی نیروهای مسلح یمن، در اواسط سال ۲۰۱۸ به‌عنوان رئیس اداره ارشاد اخلاقی نیروهای مسلح منصوب شد و به درجه سرتیپی ارتقا یافت. او نیز در ۱۷ اکتبر ۲۰۱۸ به عنوان سخنگوی رسمی نیروهای مسلح یمن تحت رهبری شورای عالی سیاسی منصوب شد.